# Bernardo Castagneri
Bernardo Castagneri (Vauda Canavese, 26 gennaio 1909 – Torino, 3 marzo 1945) è stato un partigiano italiano.
Medaglia d'oro al valor militare alla memoria.

## Biografia

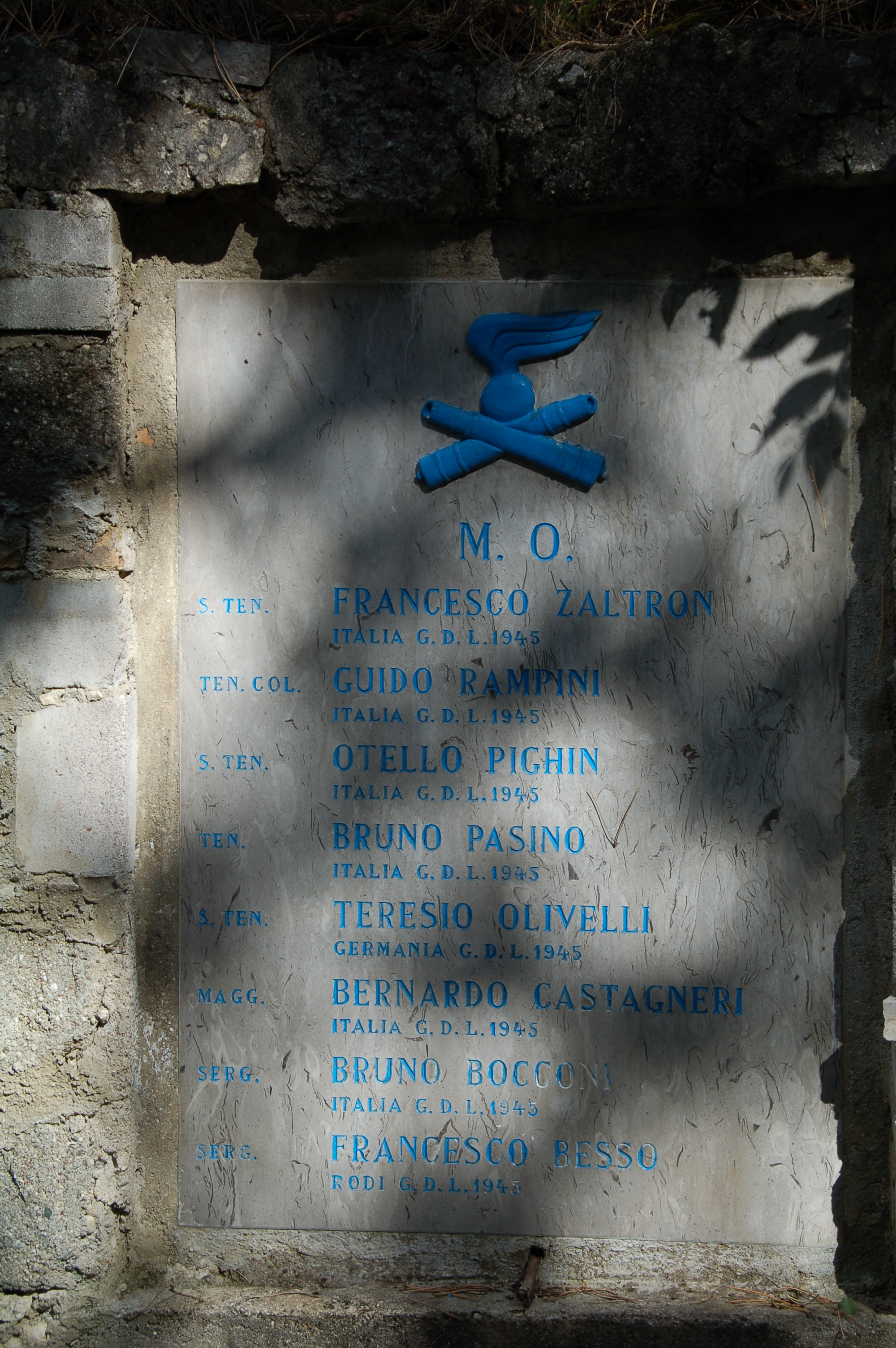
Lapide in memoria di Castagneri e altri partigiani a Rovereto

Dopo avere conseguito il diploma di geometra aveva frequentato la Scuola di Artiglieria e Genio. Assegnato al 3º Artiglieria da montagna, in seguito Castagneri fu istruttore alla Scuola di alpinismo di Aosta. Era stato promosso maggiore quando, nel 1943, fu inviato con le truppe operanti nei Balcani. Dopo l'armistizio, riuscito a raggiungere il Piemonte, l'ufficiale si arruolò nelle formazioni partigiane con il nome di battaglia di "Bruno II". Nominato capo di stato maggiore della 4ª Divisione d'assalto "Garibaldi", Castagneri si distinse per capacità e coraggio. Cadde nella difesa di una importante postazione partigiana, a poche settimane dalla Liberazione.

## Onorificenze
Una lapide a Rovereto lo ricorda insieme a Guido Rampini, Otello Pighin, Bruno Pasino, Teresio Olivelli, Francesco Zaltron, Bruno Bocconi e Francesco Besso.